# Copris truncatus
Copris truncatus là một loài bọ cánh cứng trong họ Bọ hung (Scarabaeidae).